# Maciej Korwin
Maciej Korwin, łac. Matthias Corvinus, węg. Hunyadi Mátyás, zwany Sprawiedliwym, węg. Igazságos, rum. Matia/Matei Corvin (ur. 23 lutego 1443 w Koloszwarze, zm. 6 kwietnia 1490 w Wiedniu) – król Węgier i Chorwacji od 1458 oraz Czech od 1469 roku (jako antykról), drugi syn Jánosa Hunyadyego, brat Władysława Hunyadyego. Uważany za jednego z najwybitniejszych władców Węgier. Przydomek „Korwin” pochodzi od herbu, na którym umieszczony był kruk (łac. corvus).

## Przed objęciem tronu

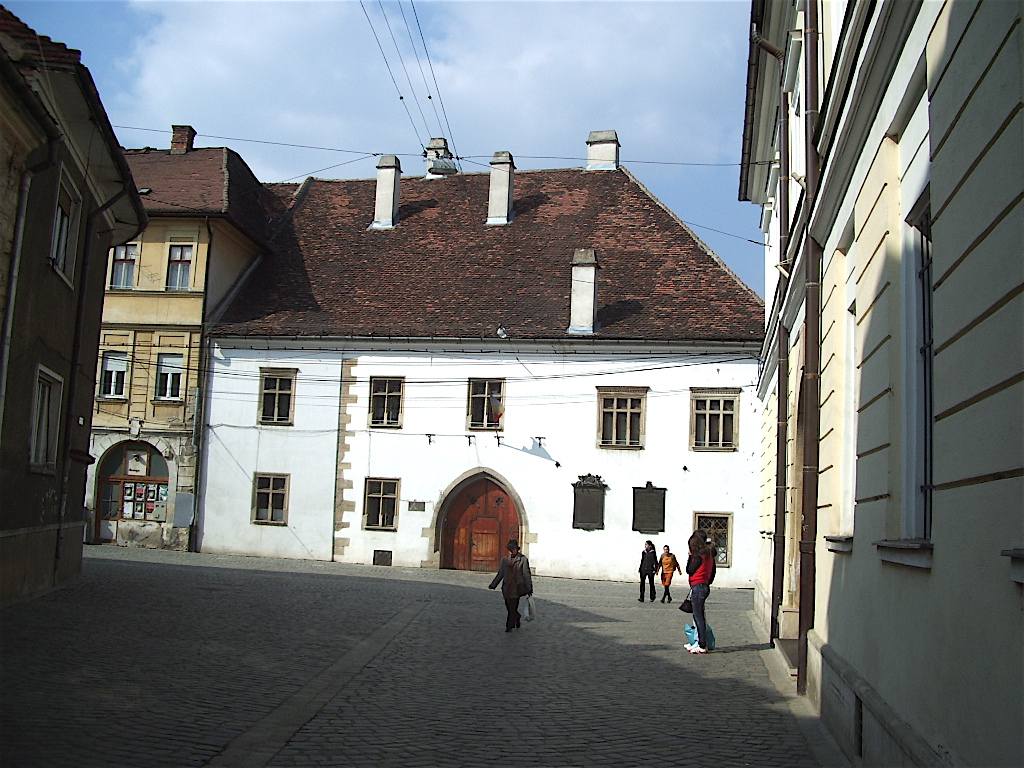
Dom w Klużu-Napoce, w którym urodził się Maciej Korwin

Maciej Korwin urodził się 23 lutego 1443 roku w Koloszwarze na terenie dzisiejszej Rumunii. Jego ojcem był wybitny węgierski dowódca János Hunyady, a matką była Elżbieta Szilágyi.
Po śmierci ojca (11 sierpnia 1456), który wcześniej był regentem Węgier, wraz z bratem Władysławem i wujem Mihálym Szilágyim został uwięziony przez stronników Władysława V Pogrobowca i skazany na śmierć (jako karę za zabójstwo przez jego brata hrabiego Celje Ulryka). Wyrok wykonano na jego starszym bracie, Maciej zaś został przewieziony do Pragi, gdzie był więziony aż do śmierci Władysława Pogrobowca.

## Początek panowania

### Wstąpienie na tron
24 stycznia 1458 roku w wieku 15 lat został wybrany na króla Węgier, co oprócz niezwykłej popularności wśród szlachty jego zmarłego ojca – Jánosa Hunyadyego było zasługą jego wuja, Mihályego Szilágyiego i matki, Elżbiety Szilágyi, którzy osobiście zabiegali o poparcie dla Macieja wśród panów węgierskich. Zgodzili się oni wybrać Macieja, mając nadzieję na odegranie u boku młodego i niedoświadczonego króla decydującej roli. Nowy, husycki król Czech, Jerzy z Podiebradów uwolnił elekta, a Maciej Korwin poślubił w 1461 roku jego córkę – Katarzynę. Mimo tego panowanie Korwina rozpoczęło się w trudnej sytuacji. Północ kraju znajdowała się w rękach zbuntowanej szlachty, a zachód i południowy zachód były opanowane przez cesarza Fryderyka III Habsburga, który rościł sobie prawo do korony węgierskiej po swym habsburskim kuzynie. Młody król nie mógł dokonać uroczystego obrzędu koronacji, ponieważ insygnia królewskie znajdowały się w posiadaniu cesarza. Trudną sytuację Macieja wykorzystywali również możnowładcy, którzy zapewnili sobie obowiązek zwoływania co rok sejmu, stworzenie armii najemnej, finansowanej ze skarbu królewskiego i nienakładania na szlachtę podatków.

### Początek rządów

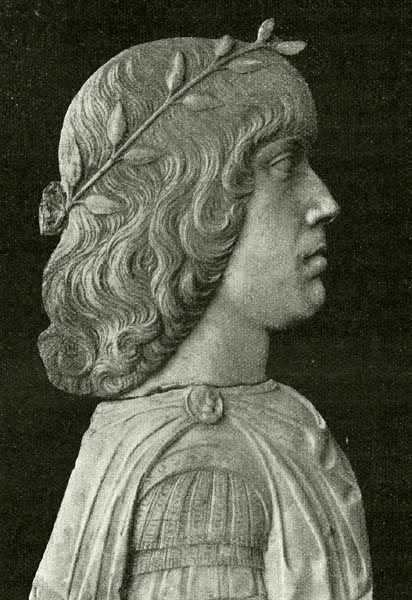
Rzeźba młodego króla Macieja Korwina

W pierwszym okresie panowania, do około roku 1465, głównym celem władcy było zapewnienie niepodległości państwa, utrzymanie władzy nad całością terytorium oraz umocnienie podupadłej władzy królewskiej. Próby umocnienia pozycji króla spotkały się jednak z oporem możnowładców, w tym palatyna Władysława Garai, którego zdjął z urzędu. Pozbył się swojego wuja, Mihályego Szilágyiego (podczas wyprawy na Turków podczas której dostał się do niewoli i w wyniku braku uiszczenia okupu został stracony w Konstantynopolu), który wcześniej przeszedł na stronę Habsburgów i uznał Fryderyka III za króla Węgier. Maciej zdołał pokonać magnatów i zmusić wojska habsburskie do wycofania się z kraju przy pomocy wojsk zaciężnych i dawnych stronników ojca oraz dzięki poparciu ze strony miast i średniej szlachty. W 1463 roku zawarł z cesarzem pokój, na mocy którego odzyskał insygnia koronacyjne, jednak za cenę 80 tys. złotych forintów oraz przyrzeczenia Habsburgom następstwa na Węgrzech w wypadku braku męskiego potomka.  W 1465 roku zmarła jego żona Katarzyna z Podiebradów, co przyczyniło się do bardziej agresywnej polityki wobec królestwa Czech. Jego nową żoną została w 1476 roku Beatrycze Aragońska.

### Koronacja
Gdy król Maciej Korwin wstąpił na tron węgierskie insygnia koronacyjne (w tym korona św. Stefana) były w posiadaniu cesarza Fryderyka III. Młody król, w przeciwieństwie do poprzednich władców nieposiadających insygniów (np. Karola Roberta) nie koronował się koroną zastępczą. 20 lutego 1460 roku otrzymał od Piusa II pieniądze na wykup insygniów. Oryginalne insygnia król zdobył jednak dopiero 19 lipca 1463 roku, gdy porozumiał się z cesarzem, który otrzymał 80 tys. florenów, zachował tytuł króla Węgier oraz miał otrzymać po śmierci Macieja jego państwo. 29 maja 1464 roku król koronował się oryginalnymi insygniami na króla Węgier w katedrze w Białogrodzie Stołecznym.

## Polityka zagraniczna
Król Maciej Korwin prowadził (szczególnie w drugim okresie swojego panowania) bardziej agresywną i ambitną politykę zagraniczną, której celem było zdobycie pierwszoplanowej pozycji Węgier w Europie Środkowej.

### Wojny w Czechach
Na przełomie 1466 i 1467 po apelu papieża do walki z husytami, król Maciej Korwin rozpoczął wojnę z władcą Czech Jerzym z Podiebradów.  W trakcie wojny część katolickiej szlachty skonfederowanej w Unii Zielonogórskiej ogłosiła go 3 maja 1469 roku w Ołomuńcu królem Czech. Mimo początkowych sukcesów, dzięki którym Maciej zajął Śląsk, Łużyce i Morawy nie zdołał jednak ostatecznie pokonać Jerzego, który utrzymał się we właściwych Czechach i w Pradze.
Po śmierci króla czeskiego w 1471 roku Czesi zaproponowali koronę Władysławowi Jagiellończykowi. Korwin mimo otrzymania od papieża Sykstusa IV potwierdzenia prawa do czeskiej korony nie zdołał porozumieć się z Jagiellonami i Habsburgami, co spowodowało ciągnącą się przez kilka lat wojnę polsko-czesko-węgierską, w wyniku której Władysław utrzymał się na tronie Czech, a król Maciej utrzymał Morawy, Śląsk i Łużyce. Pokój między Węgrami i Czechami podpisany został w Ołomuńcu dopiero w 1474 roku -– Maciej uznał koronę czeską Władysława Jagiellończyka, który z kolei uznał Macieja za króla na terenie Moraw, Śląska i Łużyc z prawem ich odkupienia przez Władysława w wypadku śmierci Macieja za 400 tys. guldenów.

### Walki z Imperium Osmańskim[2]
Na początku panowania Macieja Korwina utrzymywał pokojowe relacje z Osmanami (być może zawarł z nimi tajny rozejm w 1458). W tym czasie Turcy zlikwidowali państwo serbskie, a następnie podbili znaczną część Bośni, zabijając jej władcę Stefana Tomaszevića Kotromanića (1463). W 1462 roku na Węgrzech schronił się obalony przez Turków Wład Palownik, który został przez Macieja Korwina uwięziony. Obszar południowych Węgier przez całe rządy króla regularnie był łupiony przez tureckich akindżich. Król kilkukrotnie stawał na czele najazdów odwetowych na ziemie tureckie. Na przełomie 1463 i 1464 armia węgierska zdobyła Jajce, a w 1476 roku Šabac. Król kontrolował też tymczasowo część Bośni, ustanawiając na kontrolowanym przez siebie obszarze marionetkowego króla Mikołaja Ujlakiego. W latach 1483–1485 obowiązywał rozejm między królem Węgier a sułtanem Bajazydem II (który po ataku na Mołdawię w 1484 roku został oskarżony o jego złamanie). Obrona obszaru południowych Węgier została powierzona Palowi (Pawłowi) Kinizsi.
Król podczas swojego panowania znacznie rozbudował system obrony państwa na granicy z Imperium Osmańskim.

### Interwencje na Wołoszczyźnie i Mołdawii

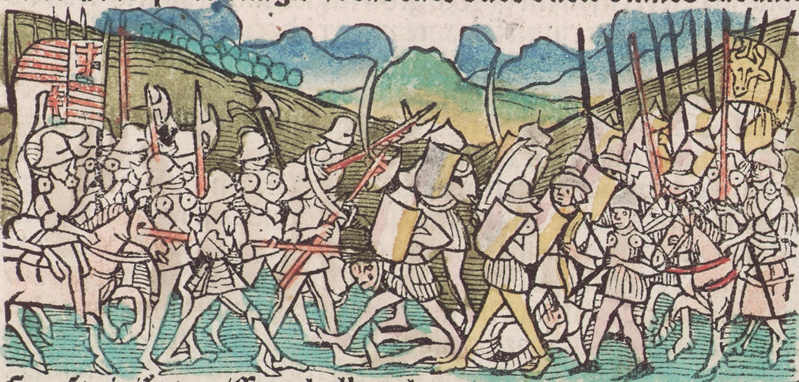
Bitwa pod Baia

W marcu 1460 król wyniósł na tron wołoski Dana III, który został niebawem obalony przez Włada Palownika (który został później obalony przez Turków i uwięziony przez Korwina), a w 1467 roku zaatakował hospodara Mołdawii Stefana Wielkiego, poniósł jednak klęskę w bitwie pod Baia. W 1476 roku Maciej Korwin wraz z Stefanem Wielkim przywrócili tron Władowi Palownikowi, który wyszedł z niewoli węgierskiej, został jednak zamordowany dwa miesiące później.

### Relacje z papiestwem i Wenecją
Podczas swojego panowania Maciej Korwin kilkukrotnie dostawał apele do wyprawy przeciw Imperium Osmańskiemu oraz obietnice zorganizowania krucjaty, w którą włączyliby się europejscy monarchowie. 20 lutego 1460 roku Maciej otrzymał od papieża Piusa II 40 tys. dukatów na wykup korony św. Stefana od cesarza Fryderyka III Habsburga. Papiestwo i Wenecja regularnie wspomagało króla finansowo, pokrywając koszty wypraw przeciw Turkom. W latach 1443–1484 łączne wsparcie przesłane przez te państwa wyniosło około 320 tys. dukatów od państwa papieskiego, a około 280 tys. od Wenecji.

### Konflikt z Habsburgami
Największym wrogiem króla byli Habsburgowie. W 1476 roku król zmusił cesarza Fryderyka III do wypłaty okupu 100 tys. forintów w zamian za odstąpienie jego wojsk od Wiednia. Nie uchroniło to jednak cesarza od klęski kilka lat później. W 1485 Maciej Korwin zajął całą Dolną Austrię wraz z Wiedniem oraz część Styrii i Karyntii. Przeniósł swą siedzibę do Wiednia i zaczął snuć plany stworzenia środkowoeuropejskiego cesarstwa. W roku 1489 obowiązywał rozejm habsbursko-węgierski. 21 listopada 1489 roku cesarz zaoferował Korwinowi wykup Dolnej Austrii, Styrii i Karyntii za kwotę 200 tys. guldenów. Król Maciej zgodził się sprzedać za tę kwotę tylko dwie ostatnie krainy, co spotkało się z odmową cesarza. W 1490 roku miało dojść w Linzu do spotkania Fryderyka III z Maciejem, które nie doszło do skutku. Zawarto jednak rozejm do września 1490.

### Interwencja na Śląsku
W 1488 roku na wieść o tym, że Jan II Żagański (Szalony), planował oddać swoje księstwo po swojej śmierci Podiebradom, król wyprawił się na ziemie Jana II. Król Węgier zdobył Głogów i pokonał wojska żagańskie w bitwie pod Tomkowicami. Ostatecznie Jan II oddał swoje księstwo Maciejowi za cenę 20 tys. guldenów. Oznaczało to koniec wojny o sukcesję głogowską.

### Relacje z Polską-Litwą
Za panowania króla Macieja Korwina Węgry i Polska-Litwa króla Kazimierza IV Jagiellończyka (panował w Polsce w latach 1447–1492) pozostawały w napiętych stosunkach. Po śmierci Jerzego z Podiebradów przez kilka lat król Węgier prowadził wojnę z jagiellońskimi Czechami i Polską-Litwą. W 1471 polski królewicz Kazimierz, popierany przez część zbuntowanych węgierskich możnowładców, nieudanie wyprawił się na Węgry w celu przejęcia tamtejszego tronu. W 1474 roku w odwecie za zniszczenia dokonane na Węgrzech Górnych przez Pawła Jasieńskiego, Maciej poprowadził wyprawę na polską Ruś. Prowadzona z przerwami i ze zmiennym szczęściem wojna polsko-węgierska zakończyła się dopiero w 1479 roku. Próby zbliżenia z Polską nie doszły do skutku, gdyż oferowanego przez Macieja sojuszu w zamian za rękę Jadwigi Jagiellonki nie akceptowała polska królowa Elżbieta Rakuszanka.  Maciej podejmował więc różnego rodzaje akcje dyplomatyczne przeciw Polsce, sprzymierzając się z Krzyżakami i Moskwą. Z tą drugą oraz z chanem krymskim Mengli I Girejem król rozpoczął od 1489 roku ożywione kontakty. W kwietniu 1489 roku na wieść o sojuszu polskiego króla Kazimierza IV z jego synem Władysławem II Jagiellończykiem, król skierował skargę do papieża i zagroził polskiemu monarsze zawarciem antypolskiego sojuszu węgiersko-tureckiego.

## Polityka wewnętrzna

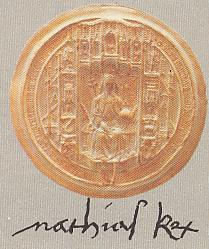
Królewska pieczęć Macieja Korwina

W drugim okresie Maciej przeprowadził reformy wojska, spraw wewnętrznych, dworu, prawa i systemu monetarnego celem umocnienia i ustabilizowana władzy centralnej.

### Finanse[2]
Głównym źródłem kosztownej polityki zagranicznej króla były ogromne podatki pobierane ku niezadowoleniu szlachty. Znaczną pomoc finansową Węgry otrzymywały od Państwa Kościelnego i Republiki Weneckiej (łącznie ok. 600 tys. dukatów). Królewskie dochody wynosiły rocznie maksymalnie 650 tys. złotych florenów. Głównymi wydatkami państwa Macieja Korwina były liczne wyprawy wojenne oraz utrzymanie twierdz na granicy węgiersko-osmańskiej. Najazdy osmańskie przyczyniły się do wyludnienia południowych Węgier, co przyczyniło się do zmniejszenia liczby podatników.

### Zmagania z możnowładcami
Na początku swojego panowania mocno ograniczył wpływy możnowładców, dymisjonując potężnego palatyna Władysława Garai oraz pozbawiając znaczenia swojego wuja Mihályego Szilágyiego. W roku 1471 wybuchł przeciwko królowi bunt magnatów, którego celem było powołanie na tron węgierski królewicza polskiego Kazimierza. Rozpoczęta 2 października 1471 wyprawa 13-letniego Kazimierza z wojskami polskimi utknęła jednak w Nitrze. Król przez całe życie prowadził politykę popierana nowej szlachty przeciw rodom oligarchicznym.

### Armia

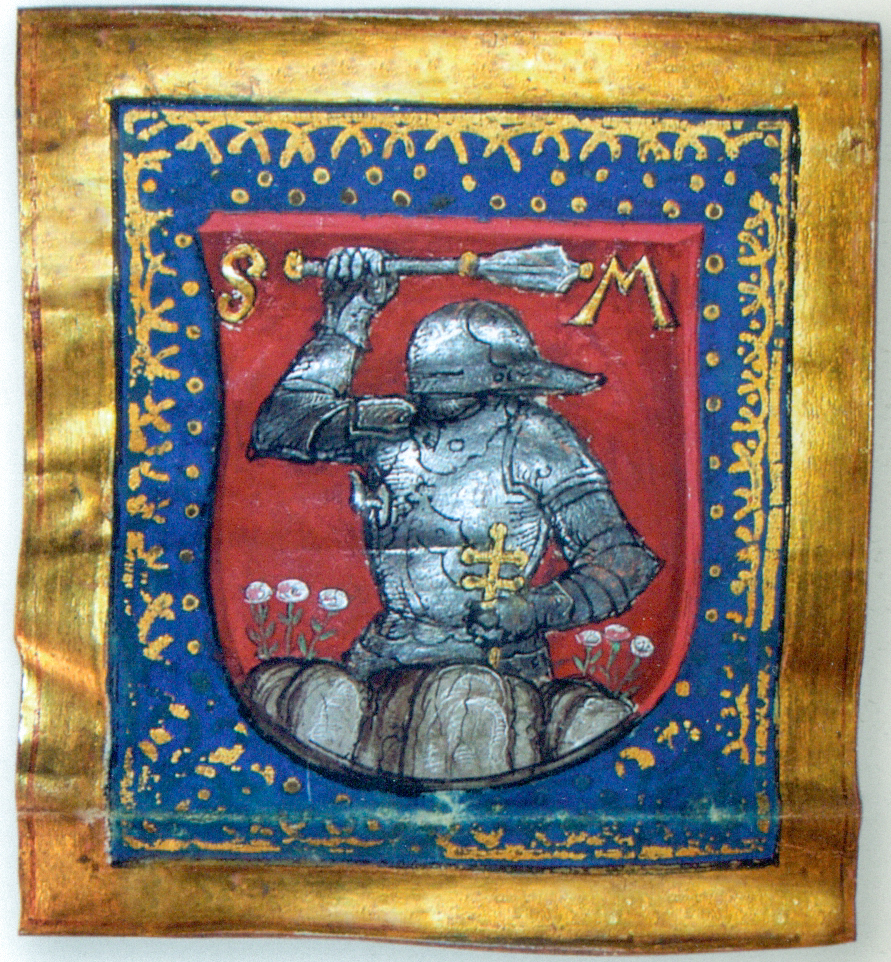
Żołnierz czarnej armii

Król Maciej Korwin założył zawodową armię zaciężną, tzw. Czarną Armię (węg. fekete sereg). Armia zaciężna stanowiła odtąd trzon sił zbrojnych jego państwa. W wyniku wielu niszczycielskich najazdów tureckich akindżich zwiększył liczbę lekkiej jazdy w szeregach armii węgierskiej. Ocenia się, że suma wojsk Macieja Korwina wynosiła około 28 tys. żołnierzy. Armia króla na wzór innych armii bałkańskich składała się głównie z ciężkiej i lekkiej jazdy, w mniejszym stopniu piechoty.

### Wykształcenie i działalność oświatowa
Król był człowiekiem wszechstronnie wykształconym, najpierw był uczniem Jana Vitéza, później Grzegorza z Sanoka. Miał łatwość uczenia się języków, wedle tradycji służył ojcu jako tłumacz. Znał łacinę oraz języki francuski, włoski i niemiecki. Król studiował we Włoszech, zainspirowany ideami renesansu wprowadzał jego osiągnięcia na Węgrzech, był w kontaktach listownych z pierwszymi uczonymi włoskimi. Znany był jako mecenas sztuki, nauki i kultury. Założył Universitas Istropolitana (uniwersytet w Bratysławie, wówczas Pozsóny, 1465), drukarnię w Budzie (1472) oraz słynną, renesansową bibliotekę zwaną od jego przydomka Corvinianą.

### Starania o tron dla syna
Problemem Macieja pozostawał brak legalnego następcy tronu. Jego drugie małżeństwo z Beatrycze Aragońską pozostało (podobnie jak pierwsze) bezdzietne i król usiłował zapewnić następstwo swemu nieślubnemu synowi Janowi Korwinowi. Ostatnie lata swojego panowania król poświęcił na zapewnieniu sukcesji swojego syna, nadając mu wiele dóbr ziemskich w Slawonii, jednak bez powodzenia.

## Śmierć i pochówek

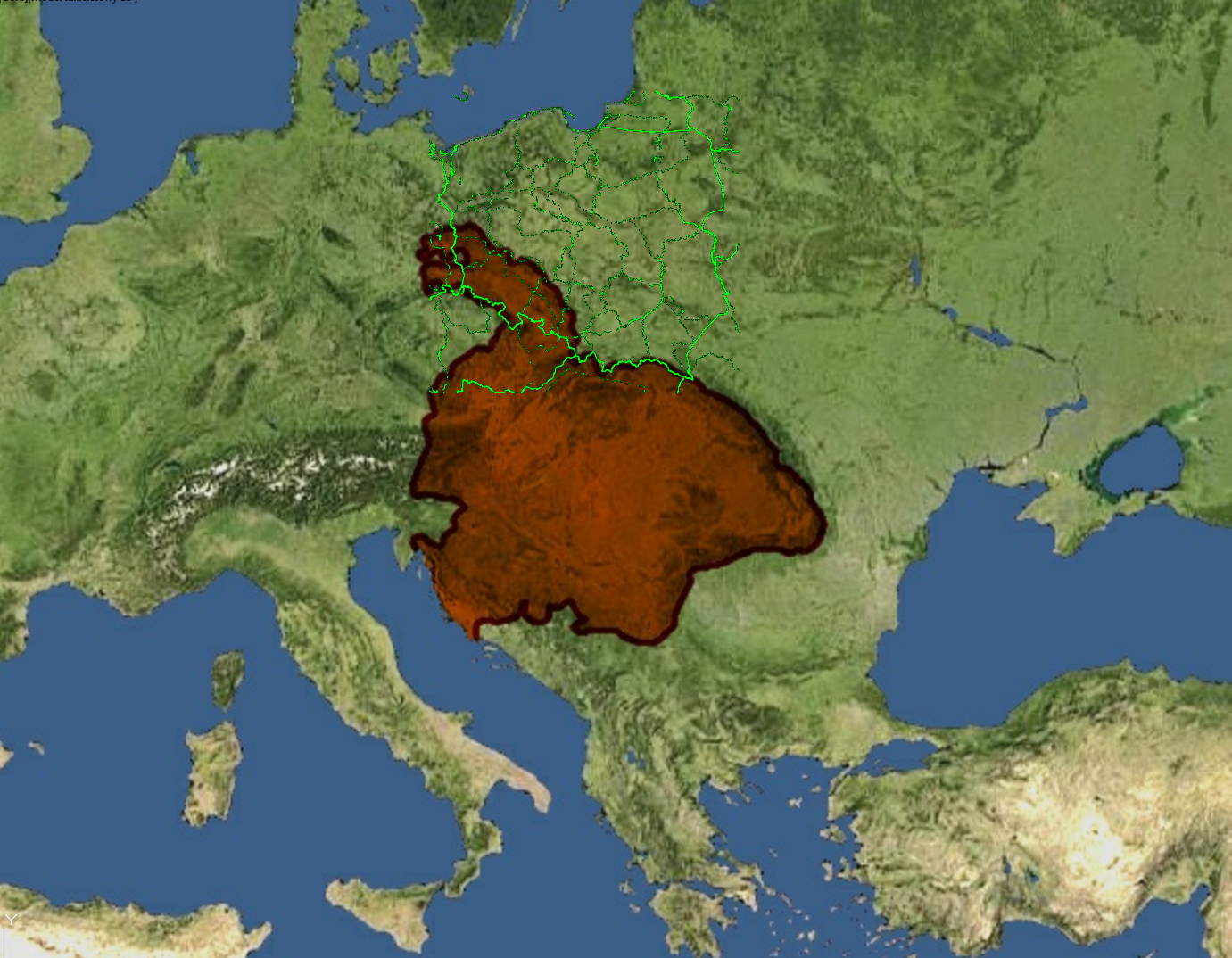
Ziemie we władaniu Macieja Korwina pod koniec panowania (1490): Korona Węgierska z Siedmiogrodem i Chorwacją, Morawy, Łużyce i Śląsk oraz Dolna Austria ze Styrią i Krainą

Za panowania Macieja Korwina Węgry znalazły się u szczytu potęgi, jako główne królestwo jego państwa, jednak brak legalnego następcy tronu spowodował szybki rozpad imperium Macieja po jego śmierci. Zmarł niespodziewanie 6 kwietnia 1490 roku, po dwudniowej chorobie, pochowany został w królewskiej nekropolii w Białogrodzie (węg. Székesfehérvár) na Węgrzech.  Po śmierci Macieja w 1490 roku jego syn został zmuszony do rezygnacji z praw do tronu, a królem Węgier został konkurent Macieja do tronu Czech, Władysław II Jagiellończyk.

## Małżeństwa i potomstwo
Maciej Korwin miał dwie żony:

Herby Macieja Korwina i Beatrycze w otoczeniu herbów księstw i ziem lennych

- (1461): Katarzyna Podiebrad (1449–1464), córka króla Czech Jerzego z Podiebradów,
- (1476): Beatrycze Aragońska (1457–1508), córka króla Neapolu Ferdynanda I Aragońskiego,

Z Barbarą Edelpöck miał nieślubnego syna Jana Korwina (1473–1504), księcia głogowskiego (1488–1490), opawskiego (1491–1501) i sławońskiego (1491–1504).

## Genealogia
| 4. László Hunyadi    |  |                      |  |  |                  |
|                      |  | 2. Jan Hunyady       |  |  |                  |
| 5. Erzsébet Morsinai |  |                      |  |  |                  |
|                      |  |                      |  |  | 1. Maciej Korwin |
| 6. László Szilágyi   |  |                      |  |  |                  |
|                      |  | 3. Elżbieta Szilágyi |  |  |                  |
| 7. Katalin Bellyéni  |  |                      |  |  |                  |
|                      |  |                      |  |  |                  |

## Upamiętnienie
- Maciej Korwin pojawia się w dodatkowej zawartości wideo w grze Civilization VI, w której przewodzi cywilizacji węgierskiej[9].
- Maciej Korwin znajduje się na węgierskim banknocie 1000-forintowym.

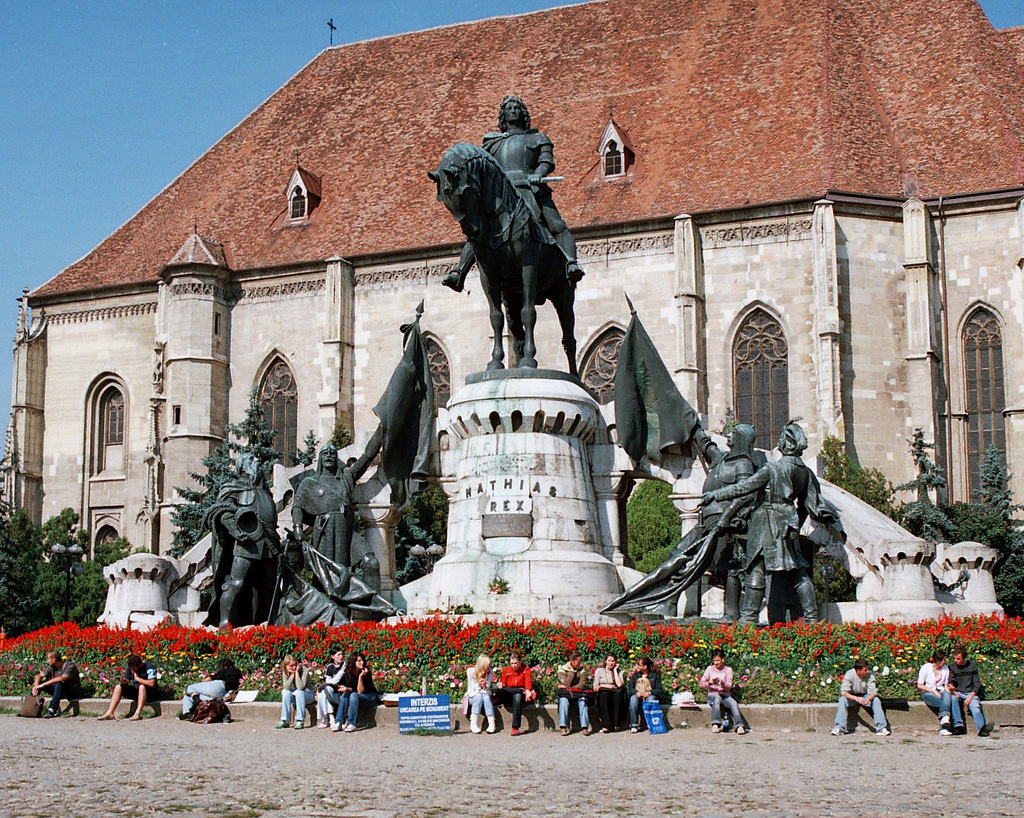
Pomnik Macieja Korwina przed kościołem św. Michała w Klużu-Napoce
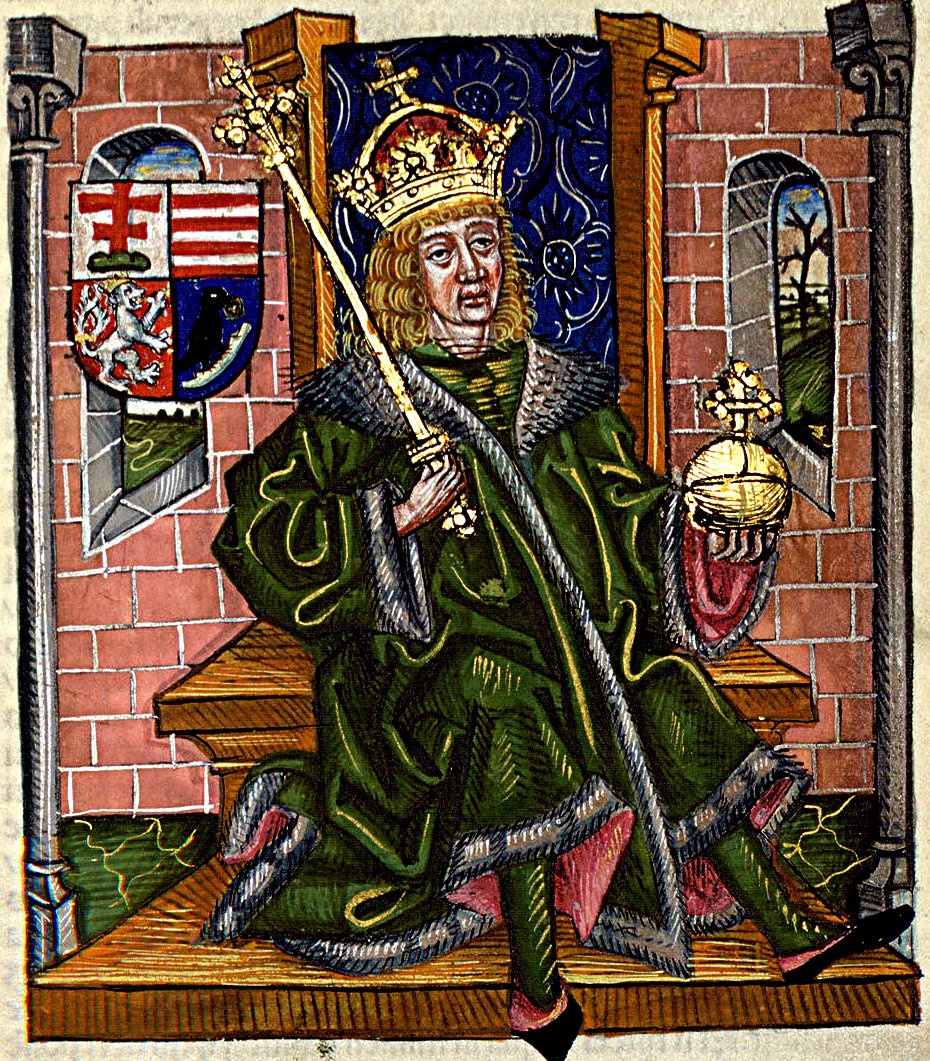
Maciej Korwin w kronice Thurócziego
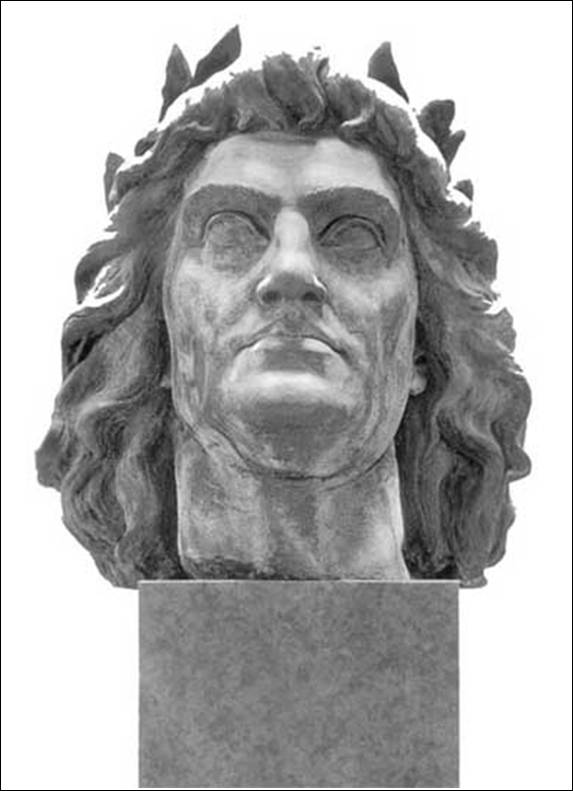
Rzeźba Macieja Korwina z Zamku Królewskiego w Budapeszcie, przedstawiająca władcę w stylu cesarzy rzymskich
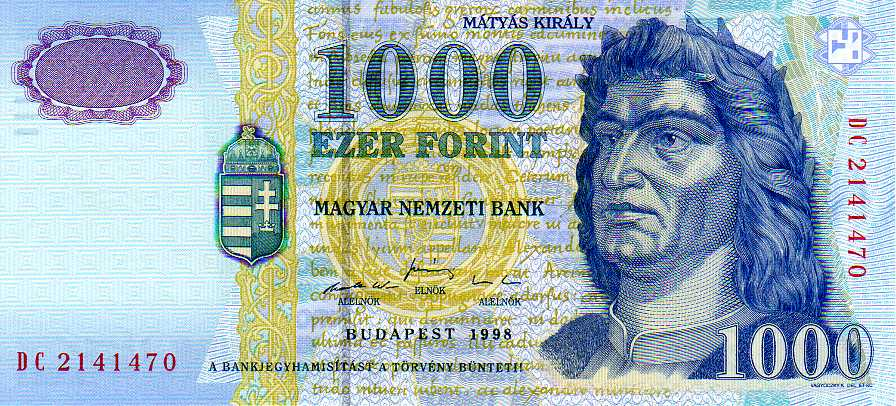
Banknot 1000-forintowy z Maciejem Korwinem
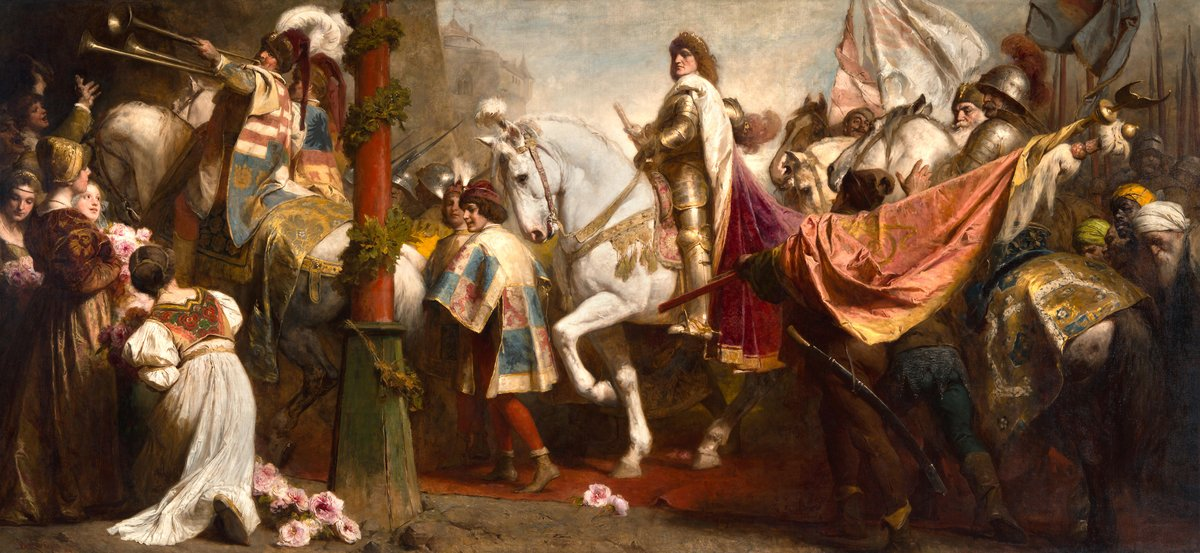
Obraz autorstwa Gyuli Benczúra przedstawiający triumfującego Macieja Korwina
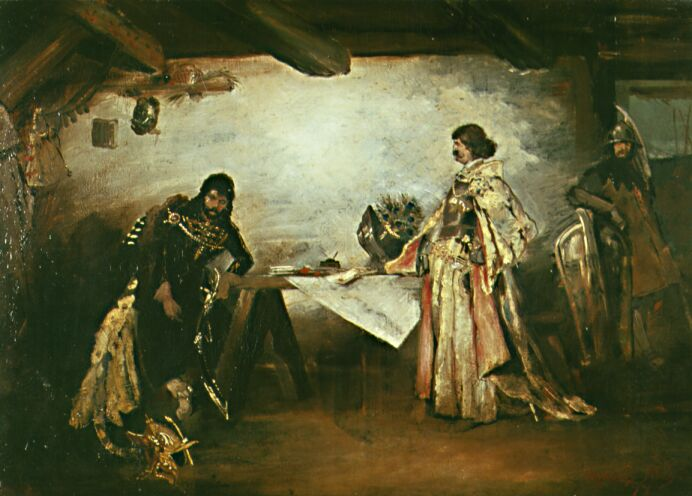
Jerzy z Podiebradów i Maciej Korwin, obraz Mikoláša Aleša